# Lissarca
Lissarca is een geslacht van tweekleppigen uit de  familie van de Philobryidae.

## Soorten
- Lissarca aucklandica E. A. Smith, 1902
- Lissarca australis (Thiele, 1923)
- Lissarca benthicola (Dell, 1956)
- Lissarca caelata (Maxwell, 1969) †
- Lissarca elliptica (Laseron, 1953)
- Lissarca exilis Suter, 1913
- Lissarca fossilis Marwick, 1928 †
- Lissarca hampdenensis (P. Marshall, 1919) †
- Lissarca inusitata (Laws, 1944) †
- Lissarca kerguelensis Thiele, 1912
- Lissarca media Thiele, 1912
- Lissarca miliaris (Philippi, 1845)
- Lissarca notorcadensis Melvill & Standen, 1907
- Lissarca obsoleta (Laws, 1944) †
- Lissarca picta (Hedley, 1899)
- Lissarca pisum Suter, 1913
- Lissarca pulchra (Maxwell, 1969) †
- Lissarca rhomboidalis Verco, 1907
- Lissarca rubricata (Tate, 1887)
- Lissarca rubrofusca (E. A. Smith, 1879)
- Lissarca stationis Fleming, 1948
- Lissarca stewartiana Powell, 1935